# Mephisto
Mephisto je název třetího ze slavných šachových pseudoautomatů (prvním byl Turek a druhým jeho kopie zvaná Ajeeb). 
Stroj sestavil roku 1876 anglický výrobce umělých končetin Charles Godfrey Gümpel (1835–1921) a byl opět obsluhován operátorem. V tomto případě šlo o Isidora Gunsberga, jednoho z nejlepších šachových hráčů konce 19. století, který stroj ovládal z vedlejší místnosti pomocí elektromechanických prostředků. 
Roku 1878 vyhrál Mephisto (Gunsberg) turnaj v Londýně. Na turnaji došlo k malému skandálu, když z něho odstoupil George Alcock MacDonnell, který odmítl proti Mephistovi nastoupit, pokud nebude znát jméno jeho operátora. V roce 1879 se stroj vydal na turné po Evropě. Porážel však pouze mužské soupeře. Pokud hrál s ženským protivníkem, pak po dosažení vyhrané pozice partii úmyslně prohrál. V roce 1883 porazil Mephisto (Gunsberg) v Londýně Michaila Ivanoviče Čigorina.  
Mephisto byl rozebrán roku 1889 po ukončení úspěšného turné po Evropě. Posledním městem, kde byl předveden, byla Paříž, kde byl jeho operátorem Jean Taubenhaus.